# Jakub Blejsz
Jakub Blejsz (ur. 12 lutego 1976 w Gryfinie) – polski piłkarz ręczny występujący na pozycji prawego rozgrywającego lub prawego skrzydłowego. Występował w takich klubach jak: Zagłębie Lubin, Chrobry Głogów czy Paria Szczecin. Obecnie 44-latek reprezentuje swój macierzysty klub – KPR Blejkan Gryfino. Zawodowo jest przedsiębiorcą i założycielem firmy Blejkan oferującej usługi inżynieryjne w zakresie bezwykopowej renowacji przewodów technologicznych.
Uczestniczył w Młodzieżowych Mistrzostwach świata w Turcji w 1997, gdzie wraz z reprezentacją (m.in. Sławomir Szmal, Marcin Lijewski, Damian Wleklak, Paweł Biały, Mariusz Jurasik, Rafał Kuptel) zajął 4 miejsce.

Zgrupowanie Młodzieżowej Kadry Polski, Gdańsk 1994

Seniorska kariera reprezentacyjna skończyła się szybciej niż się zaczęła, ponieważ już na pierwszym zgrupowaniu pechowo zerwał ścięgno Achillesa. Nie uczestniczył przez to w żadnej prestiżowej imprezie z seniorską kadrą.
| Lata      | Klub               | Mecze | Bramki |
| --------- | ------------------ | ----- | ------ |
| 1996-1997 | Paria Szczecin     | 28    | 70     |
| 1997-1998 | Paria Szczecin     | 44    | 239    |
| 1998-1999 | Paria Szczecin     | 34    | 146    |
| 1999-2000 | Paria Szczecin     | 16    | 80     |
| 2000-2001 | Zagłębie Lubin     | 21    | 46     |
| 2001-2002 | Zagłębie Lubin     | 30    | 38     |
| 2002-2003 | SPR Chrobry Głogów | 29    | 70     |

W 2003 roku Jakub Blejsz zawiesił swoją karierę w Ekstraklasie z powodów zawodowych i rodzinnych. Później grywał w Niemczech oraz pierwszoligowym Energetyku Gryfino.
W 2017 wraz z działaczami gryfińskiego szczypiorniaka założył nowy klub – KPR Gryfino, gdzie od 2018 gra razem ze swoim synem.